# Bone Lake, Wisconsin
Bone Lake là một thị trấn thuộc quận Polk, tiểu bang Wisconsin, Hoa Kỳ. Năm 2010, dân số của thị trấn này là 690 người.